# Miriam van Reijen
Miriam van Reijen (Utrecht, 26 de octubre de 1983) es una deportista neerlandesa que compitió en duatlón. Ganó una medalla de plata en el Campeonato Mundial de Duatlón de Larga Distancia de 2017.

## Palmarés internacional
| Campeonato Mundial | Campeonato Mundial | Campeonato Mundial | Campeonato Mundial |
| Año                | Lugar              | Medalla            | Prueba             |
| ------------------ | ------------------ | ------------------ | ------------------ |
| 2017               | Zofingen ( Suiza)  | Medalla de plata   | Individual         |